# Stefan Fisch
Stefan Fisch (* 14. April 1952 in St. Tönis) ist ein deutscher Historiker.

## Leben
Nach seinem Abitur 1971 in Coburg studierte Fisch Geschichte, Soziologie und Politikwissenschaft an der Ludwig-Maximilians-Universität München sowie Wirtschaftsgeschichte in Oxford. 1977 legte er das wissenschaftliche Staatsexamen für das Lehramt an Gymnasien in Bayern ab und war danach als wissenschaftlicher Assistent am Institut für Neuere Geschichte der LMU München tätig. Dort wurde er im Jahr 1986 bei Thomas Nipperdey mit der Arbeit Stadtplanung im 19. Jahrhundert promoviert. Nach Forschungsaufenthalten in Straßburg und Paris habilitierte sich Fisch 1994 an der LMU München mit der ungedruckt gebliebenen Arbeit Wiedervereinigung von Fremdgewordenem. Studien zur Verfassungs- und Verwaltungsgeschichte des Elsaß zwischen deutschem Kaiserreich und französischer Dritter Republik für das Fach Neuere und Neueste Geschichte. Von 1994 bis 1996 war er als Vertretung eines Lehrstuhls für Neuere und Neueste Geschichte an der Universität München tätig.
Von 1996 bis 2020 war Fisch als Nachfolger Rudolf Morseys ordentlicher Professor an der Deutschen Universität für Verwaltungswissenschaften Speyer. Sein Lehrstuhl für Neuere und Neueste Geschichte, insbesondere Verfassungs- und Verwaltungsgeschichte ist neben dem Lehrstuhl für Öffentliches Recht und Europäische Verwaltungsgeschichte, den Erk Volkmar Heyen an der EMAU Greifswald innehatte, einer der bekanntesten für Verfassungs- und Verwaltungsgeschichte.
Seine Forschungsschwerpunkte sind die Entstehung moderner Stadtplanung in der Verwaltungspraxis, Verfassungs- und Verwaltungsgeschichte des Elsass im Übergang vom deutschen Kaiserreich zur dritten französischen Republik, Staat, Wirtschaft und Sozialpolitik, Technik, Natur und Modernisierung, protestantische und katholische Lebenswelten, Kultur- und Gelehrtengeschichte der Frühen Neuzeit, Universitätsgeschichte und die Geschichte der internationalen Verwaltungszusammenarbeit.
Fisch ist Vorstandsmitglied des Deutsch-Französischen Komitees für die Erforschung der deutschen und französischen Geschichte des 19. und 20. Jahrhunderts e. V.

## Werke (Auswahl)
- Stadtplanung im 19. Jahrhundert: Das Beispiel München bis zur Ära Theodor Fischer, Oldenbourg, München 1988, ISBN 978-3-486-54211-0.
- Die Prinzregentenstraße. Moderne Stadtplanung zwischen Hof, Verwaltung und Terraininteressen. In: Friedrich Prinz (Hrsg.): München – Musenstadt mit Hinterhöfen. Die Prinzregentenzeit 1886–1912. Verlag C. H. Beck, München 1988, ISBN 3-406-33395-8, S. 82–89.
- Das Elsass im deutschen Kaiserreich (1870/71–1918). In: Michael Erbe (Hrsg.): Das Elsass. Historische Landschaft im Wandel der Zeiten, Kohlhammer Verlag, Stuttgart 2002, ISBN 978-3-17-015771-2, S. 123–146.
- Geschichte der europäischen Universität. Von Bologna nach Bologna. Verlag C. H. Beck, München 2015, ISBN 978-3-406-67667-3.